# FC Blau-Weiß Linz
Fußball Club Blau-Weiß Linz (normalt bare kendt som BW Linz) er en østrigsk fodboldklub fra byen Linz. Klubben spiller i 2. Liga, og har hjemmebane på Linzer Stadion. Klubben blev grundlagt i 1997.